# Championnat d'Italie féminin de rugby à XV de 2e division 2025-2026
Navigation
2024-2025
Le championnat de Serie A 2025-2026 est la quatrième édition du championnat de deuxième division de rugby à XV du pays. Il oppose 19 équipes réparties en trois poules.

## Format
Les 19 équipes sont réparties en trois poules. La poule 1 regroupe les meilleures équipes du pays tandis que les poules 2 et 3 sont strictement géographiques. Dans chaque poule, les équipes se rencontrent en matchs aller-retour. L'équipe qui termine en tête de la poule 1 est qualifiée pour la finale, les équipes qui finissent en têtes des poules 2 et 3 jouent un barrage dont le vainqueur est qualifié pour la finale.
Les équipes réserves ne sont pas autorisées à participer à la phase finale. La finale est jouée sur un terrain neutre à définir.

## Liste des équipes en compétition
Par rapport à la saison précédente, le Neapolis a été promu en élite et Volvera en a été relégué. Le club des Lupi Frascati a intégré l'entente Roma Women Rugby. Le club de Formigine a relancé sa section féminine, les Valkyries. L'Amatori Union de Milan est devenu Linci RC Milano à la suite d'un accord de coopération entre les deux clubs. L'équipe de San Mauro a intégré la structure du Ivrea RC ; les Lions Tortona ont rejoint l'entente du CUS Piemonte Orientale ; les Puma Bisenzio font désormais partie du Scandicci Rugby.
| Poule 1          | Poule 2 (nord)         | Poule 3 (sud)                |
| ---------------- | ---------------------- | ---------------------------- |
| CUS Genova       | Forum Iulii (Udine)    | Amatori Catania              |
| Parabiago        | Leonessa (Calvisano)   | Bisceglie                    |
| Riviera          | CUS Milano (réserve)   | Scandicci (ex Puma Bisenzio) |
| Roma Women Rugby | Linci RC Milano        | Formigine Valkyrie XV        |
| Romagna (Cesena) | Ivrea RC               | CUS L'Aquila                 |
| Volvera          | CUS Piemonte Orientale | Unione Anconitana            |
|                  |                        | Brigantesse Librino          |

| \| CUS Genova Parabiago Riviera Roma Romagna Volvera \| Localisation des clubs engagés en Poule 1. |
| CUS Genova Parabiago Riviera Roma Romagna Volvera                                                  |

| \| Forum Iulii Leonessa CUS Milano Linci Ivrea CUSPO Catania Bisceglie Scandicci Formigine L'Aquila Ancona Librino \| Localisation des clubs engagés en Poules 2 et 3. |
| Forum Iulii Leonessa CUS Milano Linci Ivrea CUSPO Catania Bisceglie Scandicci Formigine L'Aquila Ancona Librino                                                        |

## Résumé des résultats

### Poule 1
|           | GEN | PAR | RIV | RWR | RGN | VOL |
| --------- | --- | --- | --- | --- | --- | --- |
| Genova    |     |     |     |     |     |     |
| Parabiago |     |     |     |     |     |     |
| Riviera   |     |     |     |     |     |     |
| Roma      |     |     |     |     |     |     |
| Romagna   |     |     |     |     |     |     |
| Volvera   |     |     |     |     |     |     |

### Poule 2
|             | FOR | IVR | LEO | LIN | MIL | PIE |
| ----------- | --- | --- | --- | --- | --- | --- |
| Forum Iulii |     |     |     |     |     |     |
| Ivrea       |     |     |     |     |     |     |
| Leonessa    |     |     |     |     |     |     |
| Linci       |     |     |     |     |     |     |
| Milano      |     |     |     |     |     |     |
| Piemonte    |     |     |     |     |     |     |

### Poule 3
|           | ANC | BIS | CAT | FOR | LAQ | LIB | SCA |
| --------- | --- | --- | --- | --- | --- | --- | --- |
| Ancona    |     |     |     |     |     |     |     |
| Bisceglie |     |     |     |     |     |     |     |
| Catania   |     |     |     |     |     |     |     |
| Formigine |     |     |     |     |     |     |     |
| L'Aquila  |     |     |     |     |     |     |     |
| Librino   |     |     |     |     |     |     |     |
| Scandicci |     |     |     |     |     |     |     |